# Айватт, Генри
Генри Альфред Айватт (англ. Henry Alfred Ivatt; 16 сентября 1851, деревня Вентворт, графство Кембриджшир, Англия — 25 октября 1923, Хейвардс-Хит, Суссекс) — главный механик и руководитель Great Northern Railway с 1896 до 1911 года.

## Карьера

### London and North Western Railway
В 17 лет Айватт стал учеником Джона Рамзботтома на заводе Crewe Works железнодорожной компании London and North Western Railway (LNWR). Он работал кочегаром около шести месяцев и занимал другие похожие должности. В 1874 году назначен главой депо Холихеда, прежде чем возглавить Честерское отделение дороги.

### Great Southern and Western Railway
В 1877 году Айватт переехал в Ирландию и поступил на работу в Great Southern and Western Railway (GSWR) в Инчикоре. В 1882 занял должность локомотивного инженера и вскоре запатентовал пружинную защёлку для вертикально открывающихся вагонных окон, которая стала использоваться повсеместно.

### Great Northern Railway
В 1895 году Айватт вернулся в Англию и, по рекомендациям Сэмьюэла Джонсона, Джона Аспиналла, Френсиса Уильяма Уэбба и Уильяма Дина, был назначен локомотивным суперинтендантом Great Northern Railway (GNR). На этом посту он сменил Патрика Стирлинга.

### Разработки
Работая в GNR, получил известность в связи с типом 2-2-1 («Атлантик»), паровозы которого разработал в Великобритании первым. Айватт также первым в Великобритании внедрил парораспределительный механизм Вальсхарта. Ушел в отставку 2 декабря 1911 года. Его сменил Найджел Грезли.

## Семья
Айватт был отцом 6 детей, первый из которых, Кэмпбелл, умер еще ребенком в 1898 году. Его сын, Генри Джордж Айватт, пошёл по стопам отца и после Первой мировой войны работал главным механиком London, Midland and Scottish Railway. Дочь Марджори вышла замуж за Оливера Буллида, главного механика Southern Railway.

## Смерть
Генри Айватт умер в 1923 году, в городке Хейвордс-Хит в графстве Суссекс.